# Stanisław Lisowski
Stanisław Lisowski, poljski general, * 1902, † 1958.